# Isovaleriansyrauri
Isovaleriansyrauri (IVA) är en ärftlig ämnesomsättningssjukdom som klassificeras som en organisk acidemi (onormalt mycket vätejoner i blodet). Sjukdomen orsakas av en defekt av enzymet som bryter ner aminosyran leucin vilket leder till onormala nivåer av aminosyror och därmed en förhöjd surhet av blodet. Sjukdomen börjar vanligen visa symptom inom de första dagarna efter födseln. Sjukdomen är väldigt ovanlig. I Sverige föds ungefär ett till två barn med sjukdomen varje år. Isovaleriansyrauri delas in i två olika fenotyper. Akut neonatal typ leder snabbt till metabolisk acidos (blodet blir för surt) och ett livshotande tillstånd om ej behandlat. Kronisk intermittent typ ger symptom senare under barndomen som växlar mellan perioder av metaboliska symptom och asymtomatiska perioder (perioder då inga symptom upplevs). Långtidsbehandling för isovaleriansyrauri inkluderar proteinfattig kost samt glycintillskott(3 4)

## Genetik
Isovaleriansyrauri orsakas av brist på enzymet isovaleryl-coenzym A dehydrogenas som katalyserar nedbrytningen av aminosyran leucin, vilket resulterar i en ansamling av nedbrytningsprodukten isovaleriansyra som är giftigt för det centrala nervsystemet.
Isovaleryl-coenzym A dehydrogenas kodas av genen IVD som sitter på forward strand på kromosom 15q15.1 (GRCh28/hg38). De två mest vanliga transkript (splice varianter) som kodas av IVD är variant 1 och 2. Variant 1 kodas av 12,973 baspar bestående av 12 exoner och ger ett protein på 426 aminosyror. Variant 2 kodas av 15,505 baspar bestående av 11 exoner och ger ett protein på 396 aminosyror.
Sjukdomen är en monogen, autosomal recessiv sjukdom som orsakas av mutationer i IVD genen. Det har påvisats att det finns fem olika varianter som orsakas av missense-mutationer eller för tidiga stoppkodon (tidiga stoppkodon kan orsakas av antingen nonsensmutationer eller frameshift-mutationer). Dessa punktmutationer resulterar i inaktivt eller instabilt isovaleryl-coenzym A dehydrogenas. Beroende på hur många och hur allvarliga mutationerna i IVD genen är kommer enzymets funktion påverkas i olika grad, i vissa fall kan enzymets funktion endast delvis påverkas men i andra fall kan det leda till fullständig brist av enzymet. En vanlig genetisk variant hos asymtomatiska patienter med viss metabolisk nedsättning är en missense-mutation i cytosin-932 till tymin. Denna variant ger ett delvis aktivt enzym men med förändrade katalytiska egenskaper.

## PKU-test
PKU-test används för att undersöker alla nyfödda barn för 24 ovanliga men mycket allvarliga ärftliga sjukdomar. Isovaleriansyrauri är en av dessa sjukdomar. Efter 48 timmars ålder tas ett blodprov från barnet som samlas upp på ett filterpapper och skickas iväg för analys. Analys av dessa blodprover kan idag ske med hjälp av bland annat tandem mass-spektrometri (MS). Tandem MS identifierar och mäter mängden av aminosyror och acylkarnitiner i blodprovet, detta möjliggör analys av ärftliga metabola sjukdomar. Om onormala värden av aminosyror och acylkarnitiner upptäcks i blodprovet görs ytterligare tester, såsom DNA-sekvensanalys, för att kunna identifiera vilken genetisk variant som orsakat sjukdomen. Efter analysen lagras blodproven i en biobank för komplementära analyser och kvalitetskontroller men även för forskningsändamål. Lagringen sker enligt Sveriges lag angående biobanker.